# 哀侯 (晋)
哀侯（あいこう、生年不詳 - 紀元前708年）は、中国の春秋時代の晋の君主。姓は姫、名は光。

## 生涯
晋の鄂侯の子として生まれた。紀元前718年、曲沃の荘伯が兵を起こして翼を攻撃し、鄂侯は随に逃れた。周の桓王が虢公に命じて荘伯を攻撃させると、哀侯が晋侯として擁立された。紀元前710年、哀侯が陘庭の田土に侵入したので、陘庭の南郊の人々は曲沃を引き入れて翼を攻撃した。紀元前709年、曲沃の武公が翼を攻撃し、陘庭に宿営した。哀侯は汾水の岸辺に追い立てられ、侯の車は添え馬が木に引っかかって止まった。哀侯は欒成（欒共叔）とともに曲沃軍に捕らえられた。子の小子侯が晋侯として即位した。紀元前708年、曲沃の武公は韓万に命じて哀侯を殺させた。